# Embelia canescens
Embelia canescens är en viveväxtart som beskrevs av William Jack och William Roxburgh. Embelia canescens ingår i släktet Embelia och familjen viveväxter. Inga underarter finns listade i Catalogue of Life.